# Newtonsches Fluid
Ein Newtonsches Fluid (nach Isaac Newton) ist ein Fluid (also eine Flüssigkeit oder ein Gas) mit linear viskosem Fließverhalten. Bei diesen Fluiden ist also die Schergeschwindigkeit proportional zur Scherspannung. Solche Fluide, wie beispielsweise Wasser und Luft, werden durch eine belastungsunabhängige Viskosität charakterisiert. Ihre Bewegung gehorcht den Gleichungen von Navier-Stokes.
Davon abweichendes Verhalten heißt nichtnewtonsch und ist Gegenstand der Rheologie. Beispiele für Nichtnewtonsche Flüssigkeiten sind Blut, Zementleime, Treibsand, Granulate und Ketchup. Das Verformungsverhalten derartiger Stoffe lässt sich nicht mehr einfach durch das Newtonsche Gesetz (siehe unten) beschreiben.

## Definition
Ein Newtonsches Fluid ist eine Flüssigkeit oder ein Gas, dessen Scherspannung {\displaystyle \tau }  bei einem laminaren Fließvorgang proportional zur Schergeschwindigkeit {\displaystyle {\dot {\gamma }}} ist. Bei isotropen inkompressiblen Newtonschen Fluiden gilt dabei die einfache Gleichung (die als Newtonsches Gesetz bezeichnet wird):
{\displaystyle \tau =\eta \cdot {\dot {\gamma }}},
wobei die Proportionalitätskonstante {\displaystyle \eta } als dynamische Viskosität bezeichnet wird. Typische Beispiele Newtonscher Fluide sind Wasser, viele Öle und Gase. Die Bewegung der Newtonschen Fluide wird durch die Gleichungen von Navier und Stokes beschrieben.
Viele Materialien verhalten sich nicht ideal-viskos und können daher mit dem Newtonschen Gesetz nicht korrekt beschrieben werden. Dies gilt beispielsweise für viskoelastische Stoffe. Diese Stoffe nennt man Nichtnewtonsche Fluide. Die Viskosität Nichtnewtonscher Fluide ändert sich insbesondere mit der Schergeschwindigkeit und/oder der Belastungsdauer.

## Einteilung des nichtlinearen Verhaltens

### Schergeschwindigkeitsabhängigkeit

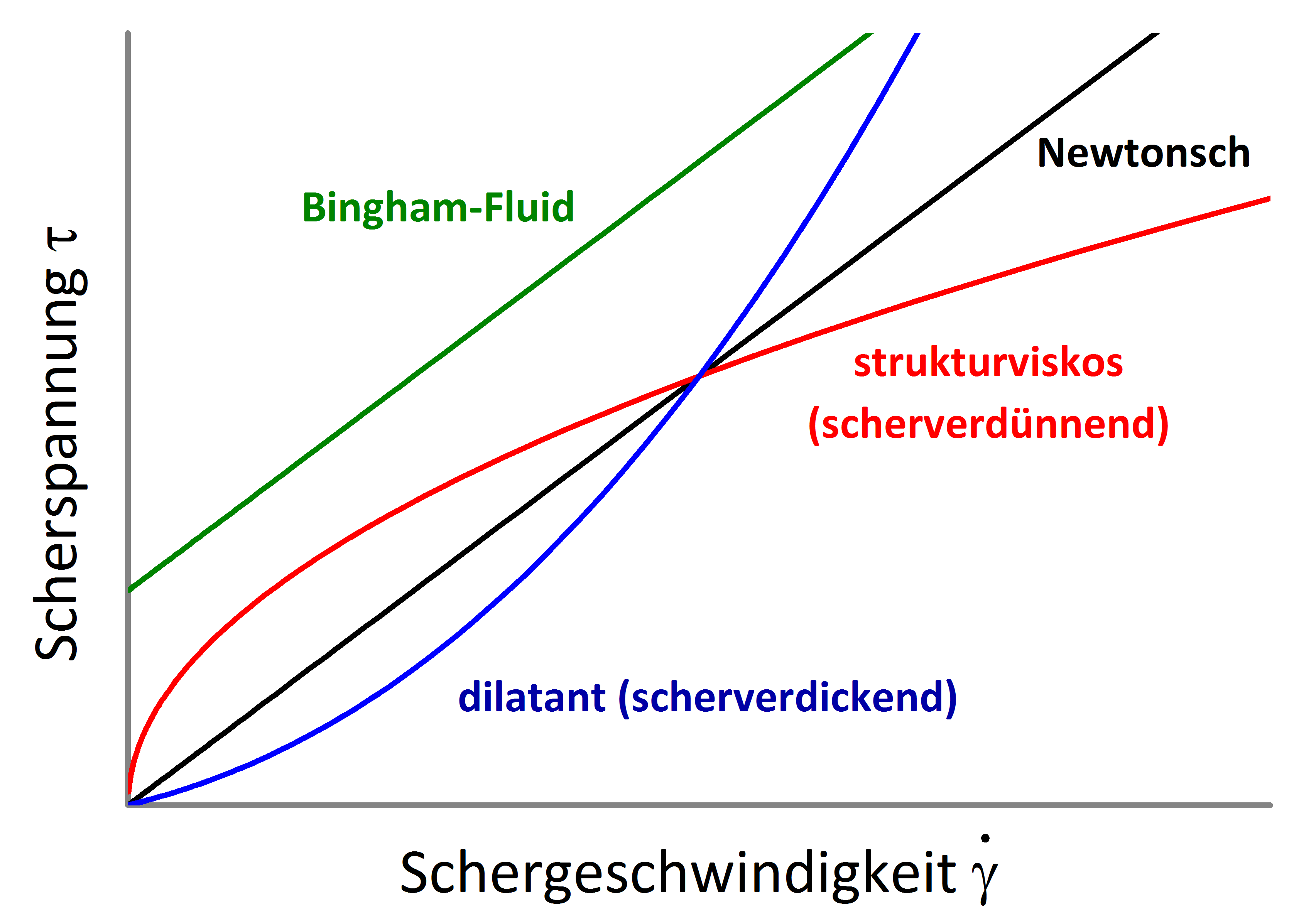

Materialien, deren Viskositäten bei steigenden Schergeschwindigkeiten absinken, werden generell als strukturviskos oder scherverdünnend bezeichnet. Beispiele sind Polymerschmelzen oder Dispersionen. Umgekehrt gibt es auch den (weitaus selteneren) Fall, dass die Viskosität mit steigender Schergeschwindigkeit ansteigt, was als Dilatanz bezeichnet wird. Ein bekanntes Beispiel sind Stärkesuspensionen.
Strukturviskosität kann sich auf viele verschiedene Arten manifestieren. Viele strukturviskose Stoffe weisen eine Fließgrenze {\displaystyle \tau _{\mathrm {F} }} auf, eine Scherspannung, unterhalb derer sie sich elastisch verhalten. Die Nullviskosität, also die Viskosität bei einer Schergeschwindigkeit von Null, ist bei diesen Stoffen unendlich hoch. Die einfachsten Vertreter dieser Kategorie sind Bingham-Fluide, bei denen bis {\displaystyle \tau _{\mathrm {F} }} elastisches Verhalten und darüber Newtonsches Verhalten vorliegt.

### Zeitabhängigkeit

Zeitabhängige Viskositätsänderung thixotroper und rheopexer Stoffe bei konstanter Scherbeanspruchung

Viele Stoffe zeigen auch eine zeitliche Viskositätsänderung bei konstanter Scherbeanspruchung. Nimmt die Viskosität mit der Belastungsdauer ab und in Ruhe wieder zu, so spricht man von Thixotropie, im umgekehrten Fall von Rheopexie. Ist die Relaxation unvollständig, wird also wie etwa bei zuvor stichfestem Joghurt die Ausgangsviskosität nicht wieder erreicht, so spricht man von partieller oder unechter Thixotropie bzw. Rheopexie.

## Beispiele
Ein weit verbreitetes Beispiel für ein Nichtnewtonsches Fluid entsteht durch Mischung von Wasser und Stärke (auch „Oobleck“ genannt). Dazu wird Maisstärke in kleinen Portionen in eine Tasse Wasser eingerührt. Wenn sich die Suspension der kritischen Konzentration nähert, zeichnet sich die Dilatanz ab. Krafteinwirkung, zum Beispiel durch Stochern mit dem Finger oder schnelles Umdrehen der Tasse, führt dazu, dass sich die Mischung eher als Feststoff denn als Flüssigkeit verhält. Langsamere und sanftere Einwirkung, zum Beispiel das ruhige Einführen eines Löffels, belassen den Stoff im flüssigen Zustand.
Es ist sogar möglich, auf dieser Flüssigkeit zu laufen oder zu hüpfen. Faustschläge werden vollständig absorbiert, und es entstehen zu keinem Zeitpunkt Spritzer.
Blutwunder wie beispielsweise das des heiligen Januarius von Neapel, wo sich festes Blut in flüssiges verwandelt, beruhen laut Experten auf den physikalischen Eigenschaften einer Nichtnewtonschen Flüssigkeit.
Eine Rezeptur zur Herstellung einer blutähnlichen Flüssigkeit mit Nichtnewtonschen Eigenschaften aus Eisen(III)-chlorid-Hexahydrat und Calciumcarbonat in Wasser war schon im Mittelalter bekannt.